# 里戈韦托·乌兰
里戈韦托·乌兰（西班牙語：Rigoberto Urán，1987年1月26日—），哥伦比亚男子自行车运动员。他曾代表哥伦比亚参加2008年、2012年、2016年和2020年夏季奥林匹克运动会自行车比赛，其中2012年奥运会获得一枚银牌。